# Anders Adlercreutz
Anders Erik Gunnar Adlercreutz (ur. 26 kwietnia 1970 w Helsinkach) – fiński polityk, architekt i samorządowiec, działacz mniejszości szwedzkiej, poseł do Eduskunty, od 2023 minister, od 2024 lider Szwedzkiej Partii Ludowej.

## Życiorys
W 1999 ukończył architekturę na Technicznym Uniwersytecie Helsińskim. Podjął pracę w wyuczonym zawodzie. Zaangażował się w działalność polityczną w ramach Szwedzkiej Partii Ludowej. W 2016 został wiceprzewodniczącym swojego ugrupowania. W 2013 zasiadł w radzie miejskiej w Kirkkonummi. W 2015 po raz pierwszy uzyskał mandat deputowanego do fińskiego parlamentu. Z powodzeniem ubiegał się o reelekcję w wyborach w 2019 i 2023.
W czerwcu 2023 objął urząd ministra spraw europejskich i skarbu państwa w rządzie Petteriego Orpa. W czerwcu 2024 zastąpił Annę-Maję Henriksson na funkcji przewodniczącego swojego ugrupowania. W lipcu tegoż roku w dotychczasowym gabinecie przeszedł na funkcję ministra edukacji.
Posługuje się siedmioma językami: fińskim, szwedzkim, angielskim, portugalskim, hiszpańskim, włoskim i rosyjskim.